# Верховный уголовный суд
Верховный уголовный суд — высший чрезвычайный судебный орган Российской империи. Создавался для проведения политических процессов декабристов (1826), Д. В. Каракозова (1866), А. К. Соловьёва (1879) и других. С 1906 года рассматривал крупные уголовные дела как первая судебная инстанция.

## История

### Начальный период
Впервые Верховный уголовный суд был учреждён в царствование императрицы Екатерины II манифестом 17 августа 1764 года по делу Мировича, пытавшегося освободить содержавшегося в Шлиссельбургской крепости Иоанна Антоновича.
Вторично Верховный уголовный суд действовал в 1771 году, когда высочайше учреждена была «особенная генеральная комиссия для суждения над виновниками и соучастниками бывшего в Москве мятежа, при котором убит архиепископ Амвросий».
Манифестом 19 декабря 1774 году повелено было судить Верховным уголовным судом казака Пугачева и его соумышленников.

Наконец, в царствование императора Николая I манифестом 1 июня 1826 года был учрежден Bерховный уголовный суд «для суждения прикосновенных к событиям 14 декабря 1825 г.».
Во всех этих случаях мотивом учреждения особого суда признавалась чрезвычайная важность дела. Точно установленного порядка судопроизводства в Верховном уголовном суде не имелось. Состав его колебался. Сенат и Синод всегда входили в состав его присутствия, но к ним присоединялись персоны первых трёх классов и президенты всех коллегий (дела Мировича и Пугачева), персоны первых пяти классов (дело 1771 г.), члены Государственного совета и ещё несколько высших должностных лиц (дело 1826 г.). Производство следствия поручалось по высочайшему повелению или особенно для того назначенным лицам, или комиссии. Верховный уголовный суд или через призыв подсудимых, или через посредство особенной комиссии удостоверялся в подлинности актов предварительного следствия. Приговор постановлялся по большинству голосов, причём члены Св. синода приговор не подписывали, а мнение своё изъявляли следующим образом:

Слушав в Верховном уголовном суде следствие о поименованных государственных преступниках и других их сообщниках и видя собственное их во всем признание и совершенное обличение, согласуемся, что сии государственные преступники достойны жесточайшей казни, а следовательно, какая будет сентенция, от оной не отрицаемся; но поелику мы духовного чина, то к подписанию сентенции приступить не можем.— Верховный уголовный суд // Энциклопедический словарь Брокгауза и Ефрона : в 86 т. (82 т. и 4 доп.). — СПб., 1890—1907.
 Постановленный приговор Верховного уголовного суда представлялся на высочайшее усмотрение.

### Во времена Александра II
На основании судебных уставов императора Александра II ведомству Верховного уголовного суда подлежат:
1. государственные преступления, когда по случаю обнаруженного в разных краях государства общего заговора против верховной власти или против установленного законом образа правления или порядка наследия престола последует высочайший указ о рассмотрении дела в Bерховном уголовном суде;
2. преступления по должности, когда в них обвиняются члены Государственного совета, министры и главнокомандующие отдельными частями.

Общий порядок уголовного судопроизводства соблюдается и при производстве дел в Верховном уголовном суде, с соблюдением некоторых правил, специально для этого суда созданных. Верховный уголовный суд учреждается каждый раз по особому высочайшему указу и составляется, под председательством председателя Государственного совета, из председателей департаментов Государственного совета и первоприсутствующих в кассационных департаментах Правительствующего Сената и в общем их собрании. Предварительное следствие по государственным преступлениям, подведомственным Верховному уголовному суду, производится одним из сенаторов кассационных департаментов Сената, по высочайшему о том повелению. На министра юстиции в этих делах возлагаются прокурорские обязанности; он руководит предварительным следствием, вносит его в Верховный уголовный суд и предлагает суду или обвинительный акт, или заключение о дальнейшем направлении дела; на суде министр юстиции является представителем обвинения. Подсудимым предоставляются установленные законом средства судебной защиты, но защитниками в Верховном уголовном суде могут быть только присяжные поверенные. Приговоры Верховного уголовного суда почитаются окончательными и обжалованию не подлежащими; но осужденным дозволяется подавать просьбы о помиловании. Просьбы эти подаются в Верховный уголовный суд, с заключением которого и представляются через министра юстиции на высочайшее усмотрение.

### Во временаАлександра III
Именным высочайшим указом 15 февраля 1889 года установлены некоторые изменения и дополнения относительно производства дел о преступлениях по должности членов Государственного совета, министров и главноуправляющих отдельными частями. Все донесения и жалобы по делам этого рода представляются на высочайшее усмотрение и в тех случаях, когда они будут признаны заслуживающими уважения, передаются в департамент гражданских и духовных дел Государственного совета, который и приступает к их обсуждению в составе не менее семи членов. В случаях, когда департамент гражданских и духовных дел признаёт нужным произвести предварительное следствие, оно возлагается, по высочайшему усмотрению, на одного из сенаторов кассационных департаментов Сената и производится под руководством министра юстиции. По выслушании заключения министра юстиции департамент постановляет или о прекращении дела, или о наложении на обвиняемых взыскания без суда, или о предании суду. Постановление это представляется непосредственно на высочайшее усмотрение. Если постановление департамента о предании суду будет удостоено высочайшего утверждения, то оно служит основанием обвинительного акта, который составляется министром юстиции и вносится в Верховный уголовный суд. В состав Верховного уголовного суда для суждения о преступлениях по должности членов Государственного совета, министров и главноуправляющих отдельными частями входят те же лица, как и по делам о государственных преступлениях, с заменой лишь первоприсутствующего в общем собрании кассационных департаментов Сената первоприсутствующим в соединенном присутствии кассационных и первого департаментов Сената. Если председатель департамента гражданских и духовных дел Государственного совета принимал участие в постановлении определения о предании суду, то вместо него назначается, по высочайшему усмотрению, один из членов Государственного совета.

### Рассмотренные дела
Со времени издания судебных уставов Верховный уголовный суд призывался к жизни дважды.
В первый раз Верховный уголовный суд был учреждён высочайшим указом, данным Правительствующему Сенату 28 июня 1866 года для суда над покушавшимся на Александра II 4 апреля 1866 года Дмитрием Каракозовым и 34 другими лицами, обвинявшимися в принадлежности к тайному революционному обществу. В состав Верховного уголовного суда по этому делу вошли: в качестве председателя — вице-председатель Государственного совета князь П. П. Гагарин, а в качестве членов суда его имп. выс. принц Пётр Ольденбургский, гр. В. Н. Панин, Н. Ф. Метлин, А. Д. Башуцкий и М. М. Карниолин-Пинский при министре юстиции Д. Н. Замятнине и секретаре Я. Г. Есиповиче. К участию в защите привлечены были почти все выдававшиеся присяжные поверенные первого состава. Дело рассматривалось при закрытых дверях, и напечатан был только приговор суда. По отзыву присутствовавших, образ действий председателя суда отличался замечательным беспристрастием; все отдавали также справедливость сдержанности обвинителя. Каракозова защищал малоизвестный присяжный поверенный А. П. Остряков. Особенное внимание обратила на себя защитительная речь петербургского присяжного поверенного Я. М. Серебряного, клиент которого, обвинявшийся в ближайшем сообщничестве с Каракозовым врач А. А. Кобылин, был совершенно оправдан. К смертной казни присуждено было двое из числа подсудимых — Д. В. Каракозов и Н. А. Ишутин; но исполнена она была только над первым.
Вторично Верховный уголовный суд был высочайше учреждён 11 апреля 1879 года, для суда над отставным коллежским секретарем Александром Соловьевым, покушавшимся 2 апреля 1879 года на жизнь государя императора Александра II. В состав суда под председательством князя С. Н. Урусова вошли: А. А. Абаза, Д. Н. Замятнин, И. Д. Делянов, В. Г. Черноглазов, М. В. Поленов, М. Е. Ковалевский; обязанности секретаря исполнял И. И. Шамшин. Обвинял министр юстиции Д. Н. Набоков, защищал присяжный поверенный А. Н. Турчанинов. Подсудимый был присуждён к смертной казни.